# Кипарский, Валентин Фёдорович
Валентин Фёдорович Кипарский (нем. Valentin Ludwig Kiparsky; 28 марта (9 апреля) 1838, Венден — 7 (19) февраля 1878) — главный врач военного госпиталя, расположенного в Горном-Студене в Русско-турецкой войне (1877—1878).

## Биография
Родился 28 марта (9 апреля) 1838 года в Вендене.
В 1859—1864 годах учился на медицинском факультете Дерптского университета; получил степень доктора медицины. В 1864—1869 годах работал в военном госпитале в Грозном. В 1869—1874 годах — врач Тенгинского пехотного полка, затем, до 1876 года служил ординатором в Московском военном госпитале и в 3-м кадетском корпусе.
Во время русско-турецкой войны находился в 57-м временном военном госпитале в Горном-Студене, где заболел сыпным тифом и умер 7 (19) февраля 1878 года (в чине статского советника).

## Памятник
Памятник доктору Кипарскому находится в деревне Горна Студена, рядом с алтарем церкви Святого Димитра. Надпись гласит: «главный врачъ 67-го военно временнаго госпиталя статскiй совҍтникъ докт. мед. и хирургъ Валентинъ Өеодоровичъ Кипарскiй палъ жертвою болҍзни при усердныхъ изпольненiи много трудныхъ служебныхъ обязанностей во время войны род. въ городъ Вендень 28 марта 1838 г. умеръ въ Горном Студенъ 7 февраля 1878 г.»

## Семья
В 1864 году в Ревеле женился на Марии Доротее Бон (нем. Maria Dorothea Bohne; 1840—1915). Они имели пятерых детей, в их числе которых был родившийся в Грозном, Рене Карл Виктор (1867—1938).